# Nephroselmidaceae
Nephroselmidaceae, porodica sa 27 vrsta zelenih algi koja čini samostalan red (Nephroselmidales) i razred (Nephroselmidophyceae). Ime je dobila po rodu Nephroselmis.

## Rodovi
1. Anticomonas Skvortzov   1
2. Argillamonas Skvortzov  1
3. Fluitomonas Skvortzov   6
4. Myochloris J.H.Belcher & Swale   2
5. Nephroselmis Stein   13
6. Prototractomonas B. V. Skvortzov  2
7. Pseudopedinomonas Skvortzov   1
8. Sinamonas Skvortzov   1